# Microctenopoma milleri
Ктенопома Міллера (Microctenopoma milleri) — дрібний тропічний прісноводний вид африканських лабіринтових риб з родини анабасових (Anabantidae).
Отримала назву на честь американського іхтіолога Рудольфа Міллера (англ. Rudolph J. Miller), який тривалий час займався вивченням поведінки та аналізом еволюції анабасових риб.

## Опис
Ктенопома Міллера має всі характерні для представників роду ознаки. За загальною морфометрією вона найбільше схожа з M. nanum та M. intermedium, але відрізняється від них меншою кількістю променів у плавцях, характерним плямистим малюнком забарвлення та районом поширення.
Максимальна стандартна (без хвостового плавця) довжина чотирьох типових зразків Microctenopoma milleri становить 45,7 мм. Тіло коротке з великою головою та подовженим рилом, трохи стиснуте з боків, хвостове стебло добре розвинене. Очі маленькі й розташовані спереду на голові. Рот кінцевий, з тонкими конічними зубами. Уздовж заднього краю зябрових кришок є декілька шипів: 1-3 вище вирізу, ще 1 — нижче. Добре розвинена бічна лінія складається з двох частин, присутня бічна лінія на голові. В міжорбітальному просторі знаходиться пара тісно розташованих пор. У надзябровій порожнині знаходиться лабіринт — додатковий орган дихання, який дозволяє рибам використовувати атмосферне повітря. Він складається лише з однієї пластини й не має складних вторинних складок, як у риби-повзуна.
Хвостовий плавець квадратний, спинний та анальний мають довгу основу. Початок спинного плавця розташований над черевними плавцями, а початок анального — за центральною точкою тіла. В спинному плавці 14 твердих і 9-10 м'яких променів, в анальному 6-7 твердих і 10-11 м'яких, у хвостовому плавці 14 променів. Черевні плавці загострені, в складеному стані заходять за початок анального. Грудні плавці округлі, мають по 12-13 променів. Урогенітальний отвір розташований прямо перед першим твердим променем анального плавця. Все тіло вкрите лусками, слабко ктеноїдними й майже однаковими за розміром, менші луски розташовані лише вздовж основи м'якопроменевих частин спинного, анального та хвостового плавців. У бічному ряду 26-27 лусок, 9-15 пористих лусок розташовано у верхній бічній лінії, 6-11 — у нижній. Хребців 24-26.
Тіло та голова законсервованих зразків мають темну пігментацію. Світлі луски розбивають темний основний колір на боках на 5-6 нерівних ламаних смуг. Чіткіше означені світлі та темні смуги, що чергуються між собою, на основах спинного та анального плавців. Черевні плавці мають темну пігментацію, спинний та анальний вкриті нерегулярно розташованими темними плямами. Живі зразки не спостерігалися.
Статеві відмінності нечіткі.

## Поширення
Microctenopoma milleri поширена в Африці, відома лише з типової місцевості — невизначені притоки річки Конго в її нижній течії, що в районі містечка Лукала (фр. Lukala), Демократична Республіка Конго, провінція Центральне Конго.
Ареал виду може бути більшим, але через політичну нестабільність у регіоні детальне обстеження місцевої іхтіофауни є неможливим. Відсутня також інформація про чисельність популяцій виду та загрози їхньому існуванню.

## Спосіб життя
Це бентопелагічний вид. Зустрічається в невеликих річках з повільною течією, заводях, на болотах. На дні багато органіки, вздовж берегів рослинність. Живуть риби групами. Харчуються водними комахами, їхніми личинками та ракоподібними.
Нерест парний. Самець споруджує невелике гніздо з піни під листком рослини або серед плавучої рослинності. Нерест відбувається під гніздом. Ікринки спливають прямо в гніздо. Самець залишається охороняти кладку.